# Yuka Tsuji
Yuka Tsuji (ur. 11 grudnia 1974 w Osace) – japońska zapaśniczka w stylu wolnym. Brązowa medalistka mistrzostw Azji w 1997 roku.